# Günther Babel
Günther Babel (* 26. September 1952 in Wassertrüdingen) ist ein deutscher Politiker (CSU) und war von 2003 bis April 2008 Mitglied des Bayerischen Landtags.

## Leben
Nach der Volks- und Berufsschule absolvierte er eine landwirtschaftliche Lehre und später eine Techniker- und Meisterausbildung. Von 1974 bis 1988 arbeitete Babel dann als technische Lehrkraft und ab 1988 als stellvertretender Schulleiter an der Landmaschinenschule in Triesdorf.
Babel ist evangelisch, verheiratet und hat zwei erwachsene Kinder.

## Politische Laufbahn
1972 trat er in die CSU ein und wurde 1990 Mitglied des Stadtrates Wassertrüdingen. Seit 1995 ist Babel CSU-Ortsvorsitzender in Wassertrüdingen sowie Mitglied der CSU-Kreisvorstandschaft im Landkreis Ansbach. Nach dem Einzug in den Kreistag des Landkreises Ansbach 1996 und der Wahl zum zweiten Bürgermeister von Wassertrüdingen 2002, zog er 2003 überraschend in den Bayerischen Landtag ein. Dort war Babel Mitglied im Ausschuss für Gesundheit, Umwelt und Verbraucherschutz.
Von 2008 bis 2018 war Günther Babel Erster Bürgermeister der Stadt Wassertrüdingen.